# Gustav Peters (Politiker)
Gustav Peters (* 20. April 1885 in Prag, Österreich-Ungarn; † 4. Mai 1959 in Burghausen, Landkreis Altötting) war ein tschechoslowakischer Politiker deutscher Nationalität. Von 1929 bis 1938 Abgeordneter war er Nationalversammlung der Tschechoslowakei. Nach seiner Ausweisung war er in Bayern als Publizist tätig.

## Leben
Als Sohn eines Privatbeamten geboren, studierte Gustav Peters nach dem Besuch des Staatsgymnasiums Königliche Weinberge Naturwissenschaften und Philosophie an der Universität in Prag. Während seines Studiums wurde er 1903 Mitglied der Burschenschaft Carolina Prag, nach 1945 Akademische Burschenschaft Carolina zu Prag in München. In dieser Zeit war er auch Mitglied des deutschen Volksrates und des Ortsrates von Prag und 1910–1915 Sekretär der Gesellschaft zur Förderung der deutschen Wissenschaft, Kunst und Literatur in Böhmen. 1911 wurde er zum Dr. phil. promoviert und war als Gymnasialprofessor für Mathematik berufstätig und stand während des Ersten Weltkrieges (1914–1918) als Fliegeroffizier im Kriegsdienst.
Nach Kriegsende 1918 und dem Ende der Monarchie Österreich-Ungarn war er als Beauftragter der deutsch-böhmischen Landesleitung in der 1918 entstandenen Tschechoslowakei in der neutralen Schweiz als führender Kritiker der Nationalitätenpolitik im Einsatz und trat für die sudetendeutschen Forderungen nach politischer Selbstbestimmung ein. Von 1920 bis 1926 während einer Inflation der Geldwährung und Instabilität der Wechselkurse stand er der Deutschpolitischen Arbeitsstelle in Prag vor, die 1930 während der Weltwirtschaftskrise und beachtlicher Arbeitslosigkeit in Deutschpolitisches Arbeitsamt umbenannt wurde. Von 1926 bis 1938 war er Geschäftsführer der Arbeitsgemeinschaft der deutschen wirtschaftlichen Verbände. Außerdem vertrat er die Volksgruppe der Sudetendeutschen bis 1934 im Verband der deutschen Volksgruppen in Europa. Er war politischer Berater der damaligen Zeitung Bohemia und wurde 1930 Mitglied im Vorstand in deren Verlag, der Rota-AG für Zeitung- und Buchdruck.
Von 1929 bis 1938 war Gustav Peters Abgeordneter der Nationalversammlung der Tschechoslowakei. Gemeinsam mit Alfred Rosche hatte er die Gruppe Rosche gebildet, die sich mit der Deutschdemokratischen Freiheitspartei zur Deutschen Arbeits- und  Wirtschaftsgemeinschaft (DAWG) zusammenschloss, für die er als Wirtschaftsfachmann im März 1929 als Abgeordneter in die Nationalversammlung der Tschechoslowakei gewählt wurde. Nach dem Eintritt der Gruppe Rosche in die Sudetendeutsche Partei (SdP) war er von April 1935 bis 1938 deren Mitglied im Abgeordnetenhaus und gehörte dem ständigen Ausschuss der Nationalversammlung an. Als Angehöriger der SdP-Hauptleitung und als deren Beauftragter nahm er an Verhandlungen mit tschechoslowakischen Regierungsvertretern und der englischen Delegation unter Walter Runciman, 1. Viscount Runciman of Doxford im Rahmen der sich zuspitzenden Sudetenkrise als Vorstandsmitglied des Parlamentarischen Clubs der Abgeordneten und Senatoren der SdP teil. Nach dem Münchner Abkommen und der Eingliederung der Sudetengebiete in das Deutsche Reich 1933 bis 1945 gehörte er von Dezember 1938 bis März 1939 einer Wirtschaftskommission in Berlin an, die vermögensrechtliche Verhandlungen mit der Tschechoslowakei führte. Von 1939 bis 1945 war er Oberdirektor der Sudetendeutschen Landesbank und Girozentrale in Reichenberg in Nordböhmen.
Nach dem Ende des Zweiten Weltkrieges im Mai 1945 wurde Gustav Peters 1947 im Prozess der tschechoslowakischen Regierung gegen die ehemaligen Abgeordneten der Sudetendeutschen Partei (SdP) bis 1954 zu langjähriger Kerkerhaft und Zwangsarbeit verurteilt. Nach seiner Ausweisung nach Bayern wurde er Vorsitzender der deutschen Sektion der Paneuropa-Union, veröffentlichte als Publizist und Korrespondent im Rahmen des Collegium Carolinum (Institut) e.V. in München. (vgl. Sudetendeutsche Zeitung 17. August 1985) und verstarb 1959 in Burghausen.

## Veröffentlichungen (Auswahl)
- Die täglichen Schwankungen des Luftdrucks in Hoch- und Tiefdruckgebieten. Dissertation an der Karls-Universität Prag 1911.
- Das Flugwesen vor und während des Weltkrieges. Prag 1918.
- Die österreichisch-ungarischen Kriegsanleihen als wirtschaftliche und soziale Angelegenheit der Minderheiten der tschechoslowakischen Republik. Prag 1927.
- Der neue Herr von Böhmen; eine Untersuchung der politischen Zukunft der Tschechoslowakei. Berlin 1927.
- Die Deutschen in der Tschechoslowakei. 2. Auflage, Berlin 1930 (zusammen mit Alois Erben)
- Beiträge im Prager Tagblatt und der Zeitung Bohemia